# Shiek Mahmud-Bey
Shiek Mahmud-Bey est un acteur américain, né à Broadway, à New York.

## Carrière
Mahmud commence sa carrière d'acteur dans une troupe de théâtre. Il apparaît ensuite dans quelques productions cinématographiques se déroulant à New York, comme dans Bienvenue chez Joe et Dans l'ombre de Manhattan. Néanmoins, il conserve une carrière principalement sur les planches, applaudie par la critique.

## Filmographie
- 1989 - Pas nous, pas nous : Le policier au talkie-walkie
- 1990 - Le Bûcher des vanités : Lockwood
- 1991 - Les Tortues Ninja 2 : Homme du public
- 1995 - Kiss of Death : L'agent fédéral
- 1996 - Bienvenue chez Joe : Vladimir Bianco
- 1995-1996 New York Undercover (série télévisée) : Greg Douglas / Crackhead (Deux épisodes)
- 1996 - Dans l'ombre de Manhattan : Jordan Washington
- 1996 - Swallowtail Butterfly : Arrow
- 1997-1998 - Profiler (série télévisée) : Détective Marcus Payton
- 1997 : Escape (A Further Gesture) de Robert Dornhelm
- 1999 - Personne n'est parfait(e) : Vance
- 2000 - New York 911 (série télévisée) : Roberts (épisode Un retour prématuré de la saison 2, épisode 4)
- 2001 - Buffalo Soldiers : Sergent Saad
- 2003 : Dragnet (L.A. Dragnet) (série télévisée) : B-Dog (épisode Financement occulte de la saison 1, épisode 3)
- 2003 - Leprechaun 6 : Le Retour (vidéo) : Watson
- 2005 - Ghost Whisperer (série télévisée) : Officier Clark (épisode Voix blanches de la saison 1, épisode 9)
- 2007 - Saving Grace (série télévisée) :  Nick (épisode La Mort d'un ami de la saison 1, épisode 8)